# (620094) 2016 AJ193
(620094) 2016 AJ193（2010 KV134とも呼ばれている）とは、アポロ群に分類されている地球近傍小惑星 (NEO) で、潜在的に危険な小惑星 (PHA) にも分類されている。直径は約 1.4 km で、広域赤外線探査衛星 (WISE) によって2010年5月17日に発見されたが、2016年1月16日に再観測されるまで失われていた。11年以上に及ぶ観測弧 (observation arc) により、(620094) 2016 AJ193は2086年まで軌道が明確に決定されている。その軌道は数千年の時間スケールでのみ潜在的に危険であるとされている。発見からしばらくは仮符号での名称しかなかったが、最初の観測から約13年が経過した2023年4月7日に小惑星センターから発行された小惑星電子回報「M.P.C. 163231」にて、小惑星番号620,094番が正式に与えられた。
2021年8月21日、(620094) 2016 AJ193は 0.0229 au（約343万 km）、つまり地球から月までの距離の約8.92倍離れたところまで地球に接近した。この接近の前に、2016 AJ193の見かけの等級はピーク時で14等級に達し、少なくとも 8 cm の開口部を持つ望遠鏡を使用した地上からの観測が可能となった。2021年に地球から月までの距離の10倍以内の範囲に接近した小惑星の中では最も明るい。

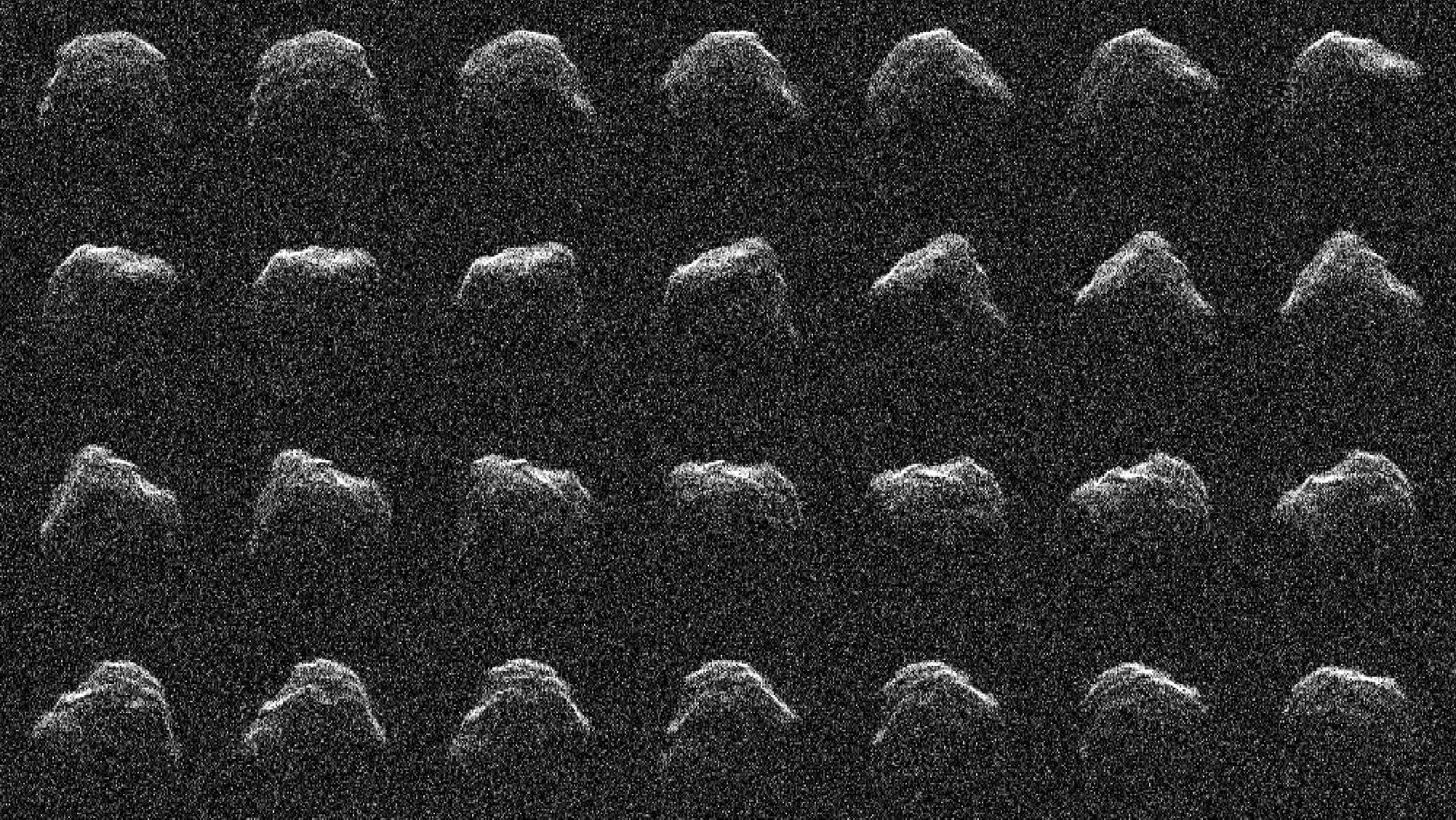
GSSRが2021年8月22日に撮影したレーダー画像に示されているの自転